# Buczyniec (wieś)
Buczyniec (niem. Buchwalde) – wieś w Polsce, położona w województwie warmińsko-mazurskim, w powiecie elbląskim, w gminie Rychliki. Znajduje się tu pochylnia na Kanale Elbląskim, umożliwiająca ruch wagoników przewożących statki.
W latach 1975–1998 miejscowość administracyjnie należała do województwa elbląskiego.